# Bajie
Bajie (kinesiska: 八街) är en köping i Kina. Den ligger i provinsen Yunnan, i den sydvästra delen av landet, omkring 55 kilometer sydväst om provinshuvudstaden Kunming. Antalet invånare är 31 026. Befolkningen består av 15 602 kvinnor och 15 424 män. Barn under 15 år utgör 18,0 %, vuxna 15-64 år 68 %, och äldre över 65 år 13,0 %.
Runt Bajie är det ganska tätbefolkat, med 248 invånare per kvadratkilometer. Bajie är det största samhället i trakten. Trakten runt Bajie består i huvudsak av gräsmarker.
Genomsnittlig årsnederbörd är 912 millimeter. Den regnigaste månaden är juni, med i genomsnitt 182 mm nederbörd, och den torraste är februari, med 9 mm nederbörd.